# La Rothière
La Rothière é uma comuna francesa na região administrativa de Grande Leste, no departamento de Aube. Estende-se por uma área de 7,13 km². Em 2010 a comuna tinha 112 habitantes (densidade: 15,7 hab./km²).